# برایتس واسر
برایتس واسر (به آلمانی: Breites Wasser) یک منطقهٔ مسکونی در آلمان است که در استرهولز-شارمبرک واقع شده‌است.